# Cold Sweat
"Cold Sweat" é uma canção gravada por James Brown e escrita por ele e pelo líder da banda de Brown, Alfred "Pee Wee" Ellis. Brown a gravou em maio de 1967. Um versão sem edições de "Cold Sweat" lançada em single de duas partes foi lançada pela King Records foi número 1 da parada R&B e alcançou o número 7 da parada Pop Singles. A gravação completa, com mais de 7 minutos de duração foi incluída no  álbum do mesmo nome.
A letra de Brown descreve como o carinho de sua mulher o faz "suar frio".

## Criação
"Cold Sweat" se desenvolveu a partir de uma gravação anterior de James Brown, "I Don't Care", gravada em 1962 e lançada primeiramente em seu álbum  James Brown and His Famous Flames Tour the U.S.A. e depois em single como Lado-B em 1964. De acordo com Brown: "era uma faixa lenta, estilo blues, na época. Era boa assim, mas eu estava realmente entrando na minha pegada funk agora, e ela se tornou uma melodia quase completamente diferente, exceto pela letra." Ellis relembra em uma entrevista que:
| Depois de um dos shows, uma noite em algum lugar, James me chamou para o camarim e grunhiu uma linha de baixo de uma coisa rítmica (demonstra), que acabaria sendo "Cold Sweat". Eu estava muito influenciado por Miles Davis e tinha ouvido "So What" seis ou sete anos antes e que se arrastou para o feitio de "Cold Sweat". Você poderia chamá-la subliminal, mas a linha de sopros é baseada na canção de Miles Davis "So What". Eu a escrevi no ônibus entre Nova Iorque e Cincinnati. No dia seguinte, paramos na frente do estúdio da King Records, saímos do ônibus, entramos no estúdio, nos preparamos, e passei o ritmo com a banda. No momento em que tínhamos o groove, James apareceu, acrescentou alguns toques - mudou a parte de guitarra, o que tornou tudo funky - o baterista tinha que fazer algo diferente. Ele era um gênio nisso. Entre nós dois, colocamos juntos em uma tarde. Ele colocou as letras nela. A banda se juntou em um semicírculo no estúdio com um microfone. Foi gravado ao vivo no estúdio. Uma tomada. Era como uma performance. Nós não fizemos overdub. |

## Análise
Construído nas inovações das canções anteriores de Brown "Out of Sight" e "Papa's Got a Brand New Bag", "Cold Sweat" foi uma linha divisória na evolução da música funk. Enquanto aquelas canções eram baseadas no convencional blues de doze compassos, progressão musical, "Cold Sweat" tinha apenas uma mudança definitiva de acordes, um movimento para o subtônico na ponte. Como nas canções anteriores, todos os instrumentos da banda (sopro, guitarras, etc.) são usados percussivamente em "Cold Sweat", e uma ênfase esmagadora é colocada na primeira batida de cada compasso ("on the one"). A parte principal da bateria é um padrão de dois compassos com um som de caixa na segunda e quarta batidas (um padrão 4/4 no rock) com uma simples variação: a quarta batida que acompanha o primeiro compasso é atrasada em um oitavo. Esta padrão de caixa contribuiu grandemente nos arranjos do funk. Foi copiado, sempre com ornamentos, nas canções posteriores de James Brown e em inúmeras canções de outros artistas.
"Cold Sweat" é a primeira gravação em que Brown chama por um solo de bateria (com a famosa exclamação "give the drummer some") de Clyde Stubblefield, começando a tradição dos "breaks" rítmicos que se tornariam importantes na dance music e no hip hop bem como na fundação do sampling. A canção também conta uma solo de saxofone de Maceo Parker.

## Impacto
Algumas vezes citada como a primeira canção funk de fato, "Cold Sweat" foi sempre reconhecida como um afastamento radical das convenções da música pop da época de seu lançamento. O produtor Jerry Wexler relembra que "[a canção] afetou profundamente os músicos que eu conhecia. Enlouqueceu os caras. Ninguém sabia o que fazer em seguida." Cliff White a descreve como "divorciado de outras formas de música popular." Alguns músicos a criticaram como sendo simplista. Fred Wesley relembra que antes de se juntar a banda de Brown, ele "não ficou impressionado com ['Cold Sweat']. . . Tinha apenas uma mudança, as palavras não faziam nenhum sentido, e a ponte era musicalmente incorreta." O crítico musical Dave Marsh, enquanto reconhecendo a música como fundamental, sugeriu que "'Cold Sweat' era parcialmente responsável pelo "declínio no número de canções genuinamente memoráveis" nos anos seguintes ao seu lançamento.
Brown continuaria a desenvolver o ritmicamente intenso, harmonicamente estático modelo que foi pioneiro em "Cold Sweat" nas gravações que se seguiram tais como "I Got the Feelin'", "Mother Popcorn", "Get Up (I Feel Like Being a) Sex Machine" e "Super Bad".
Como outros sucessos funk de Brown, "Cold Sweat" foi extensamente sampleado por muitos DJs e produtores de hip hop.
O riff de guitarra foi usado posteriormente em "Mother Popcorn" e "I Know You Got Soul".

## Outras gravações
Performances ao vivo de "Cold Sweat" aparecem nos álbuns Live at the Apollo, Volume II, Say It Live and Loud, Live in New York, Soul Session Live e Live at the Apollo 1995. Brown regravou a canção em uma versão jazz com o Dee Felice Trio fpara seu álbum de 1969 Gettin' Down to It, e novamente com sua banda para o álbum de 1972 Get on the Good Foot.
"Cold Sweat" ganhou versões cover por inúmeros intérpretes, notavelmente por Mongo Santamaría em 1968.

## Créditos
- James Brown - vocais

com a James Brown Orchestra:
- Waymon Reed - trompete
- Joe Dupars - trompete
- Levi Rasbury - trombone
- Alfred "Pee Wee" Ellis - saxofone alto
- Maceo Parker - saxofone tenor
- Eldee Williams - saxofone tenor
- St. Clair Pinckney - saxofone barítono
- Jimmy Nolen - Guitarra
- Alphonso "Country" Kellum - guitarra
- Bernard Odum - Baixo
- Clyde Stubblefield - bateria[15]

## Posições nas paradas
| Parada (1967)          | Pico |
| ---------------------- | ---- |
| U.S. Billboard Hot 100 | 7    |
| U.S. Billboard R&B     | 1    |